# El Ranchito (empresa)
El Ranchito es la empresa europea de habla hispana líder en el sector de los efectos visuales para cine, televisión y publicidad. Creada en 2004 por Félix Bergés, cuenta con sedes en Madrid y Barcelona, y con una plantilla de 200 profesionales reconocidos en la industria internacional por su participación en series como Juego de Tronos, Stranger Things, The Mandalorian, Lost in Space, Carnival Row, Westworld, Shadow and Bone, Locke & Key o See, y en películas como La sociedad de la nieve, Un monstruo viene a verme, Lo imposible y Jurassic World: El reino caído, de J.A Bayona, Ágora de Alejandro Amenábar. 
Su trabajo ha sido premiado con dos Emmy, seis VES de la Visual Effects Society, dos HPA de la Hollywood Professional Association, un European Film Award, diez Goyas, cuatro Gaudí y la Medalla de Oro al Mérito en las Bellas Artes.   
El Ranchito forma parte del grupo internacional de efectos visuales Pitch Black Company, al que también pertenecen FuseFX, FOLKS y Rising Sun Pictures. Pitch Black tiene una plantilla de más de 1.400 empleados, repartidos por sus trece sedes en Los Ángeles, Nueva York, Atlanta, Vancouver, Montreal, Toronto, Saguenay, Adelaida, Brisbane, Bogotá, Madrid, Barcelona y Bombay. 

## Premios Goya a los mejores efectos especiales
- La sociedad de la nieve (2024)[10]
- Way Down (2021) [11]
- Superlópez (2018). [12]
- Un monstruo viene a verme (2016). [13]
- Anacleto: agente secreto (2015). [14]
- El Niño (2014)
- Lo imposible (2012)
- Ágora (2009)
- Mortadelo y Filemón. Misión: Salvar la Tierra (2008)
- Frágiles (2005)

## Otros premios
- 2023: Medalla de Oro al Mérito en las Bellas Artes [15]
- 2023: Excellence Award a los mejores efectos visuales en los European Film Awards (EFA) a La sociedad de la nieve.
- 2022: Emmy a los mejores efectos visuales en un episodio de Después del huracán.
- 2022: Gaudí a los mejores efectos visuales de Un año, una noche.
- 2021: VES Awards de la Visual Effects Society a los mejores efectos visuales en una serie de TV, por See, temporada 2, episodio 8.
- 2021: HPA de la Hollywood Professional Association a los mejores efectos visuales en un episodio o serie, por See, temporada 2, episodio 8.
- 2018: Gaudí a los mejores efectos visuales de Superlópez
- 2017: Emmy a los mejores efectos visuales por Juego de Tronos, temporada 7 episodio 6. [16]
- 2017: HPA de la Hollywood Professional Association a los mejores efectos visuales TV por Juego de Tronos, temporada 7 episodio 6.
- 2017: VES Awards de la Visual Effects Society a los mejores efectos visuales en una serie de TV y al mejor entorno 3D en una serie de TV, por Juego de Tronos, temporada 7 episodio 6.
- 2016: Gaudí a los mejores efectos visuales de Un monstruo viene a verme.
- 2015: VES Awards de la Visual Effects Society  a la mejor composición realista de efectos visuales en una serie de TV y a la mejor simulación en una serie de TV, por Juego de Tronos, temporada 5,episodio 8.
- 2015: Gaudí a los mejores efectos visuales por Anacleto: Agente secreto.
- 2012: VES a los mejores efectos visuales en una película a Lo imposible.

## Producciones Finalizadas
- Casa en Flames (2024)
- Marbella (2024)
- El problema de los 3 cuerpos (2024)
- Un revés inesperado (2024)
- Halo (2024)
- La sociedad de la nieve (2023)
- Dejar el mundo atrás (2023)
- Asteroid City (2023)
- Tyler Rake 2 (2023)
- Extraña forma de vida (2023)
- La unidad Kabul (2023)
- Cráter (2023)
- Sombra y hueso (2021-2023)
- Carnival Row (2023)
- El piloto (2023)
- Bardo, falsa crónica de unas cuantas verdades (2022)
- ¡García! (2022)
- Un año, una noche (2022)
- See (2021-2022)
- Alma (2022)
- Después del huracán (2022)
- Intimidad (2022)
- Live is Life (2022)
- Stranger Things (2022)
- Código emperador (2022)
- Feria: la luz más oscura (2022)
- El regreso de la espía (2022)
- La unidad (2020-2022)
- Way Down (2021)
- Madres paralelas (2021)
- Distancia de rescate (2021)
- The Nevers (2021)
- Ruega por nosotros (2021)
- Malnazidos (2020)
- El verano que vivimos (2020)
- La voz humana (2020)
- Westworld (2020)
- Locke & Key (2020-2021)
- El vecino (2019-2021)
- Waiting for the Barbarians (2019)
- Lost in Space (2018-2019)
- Hernán (2019)
- The Mandalorian (2019)
- Los Rodríguez y el más allá (2019)
- Agur Etxebeste! (2019)
- Quien a hierro mata (2019)
- John Wick: Capítulo 3 - Parabellum (2019)
- Juego de Tronos (2015-2019)
- Dolor y gloria (2019)
- Perdiendo el este (2019)
- No manches Frida 2 (2019)
- The First (2018)
- Dantza (2018)
- Superlópez (2018)
- La sombra de la ley (2018)
- Jack Ryan (2018)
- Las leyes de la termodinámica (2018)
- Jurassic World: El reino caído (2018)
- Colony (2017-2018)
- Star Trek: Discovery (2017)
- Lo que de verdad importa (2017)
- La piel fría (2017)
- Geostorm (2017)
- Megan Leavey (2017)
- Still Star-Crossed (2017)
- Civil (2017)
- Sleepy Hollow (2016-2017)
- The OA (2016)
- La reina de España (2016)
- Un monstruo viene a verme (2016)
- Julieta (2016)
- Warcraft: El origen (2016)
- Resucitado (2016)
- Vinyl (2016)
- Of Kings and Prophets (2016)
- Sin límites (2016)
- La deuda (2015)
- Amama (2015)
- Anacleto: agente secreto (2015)
- Vulcania (2015)
- Regresión (2015)
- Ahora o nunca (2015)
- Staten Island Summer (2015)
- Perdiendo el norte (2015)
- El tiempo de los monstruos (2015)
- The Knick (2014-2015)
- Out of The Dark (2014)
- No llores, vuela (2014)
- El Niño (2014)
- Deuda de honor (2014)
- Relatos salvajes (2014)
- El misterio de God's Pocket (2014)
- Cosmos: Una odisea en el espacio-tiempo (2014)
- Boardwalk Empire (2013-2014)
- Los misterios de Laura (2009-2014)
- Libertador (2013)
- Zipi y Zape y el club de la canica (2013)
- Séptimo (2013)
- Los amantes pasajeros (2013)
- Lo imposible (2012)
- Fin (2012)
- La fría luz del día (2012)
- Los mercenarios 2 (2012)
- Miel de naranjas (2012)
- Maktub (2011)
- Bertsolari (2011)
- Cinco metros cuadrados (2011)
- Urte berri on Amona! (2011)
- Encontrarás dragones (2011)
- La piel que habito (2011)
- Los protegidos (2011)
- Bruc. El desafío (2010)
- Biutiful (2010)
- Habitación en Roma (2010)
- Hispania, la leyenda (2010)
- Supercharly (2010)
- Celda 211 (2009)
- Ágora (2009)
- Los abrazos rotos (2009)
- Mi vida en ruinas (2009)
- Sólo quiero caminar (2008)
- El patio de mi cárcel (2008)
- Los girasoles ciegos (2008)
- Che: Guerrilla (2008)
- Che: El Argentino (2008)
- Mortadelo y Filemón. Misión: Salvar la Tierra (2008)
- Los crímenes de Oxford (2008)
- Plutón B.R.B. Nero (2008)
- La carta esférica (2007)
- Casual Day (2007)
- La luna en botella (2007)
- Teresa: el cuerpo de Cristo (2007)
- El corazón de la tierra (2007)
- La caja Kovak (2006)
- Cándida (2006)
- La educación de las hadas (2006)
- Isi & Disi, alto voltaje (2006)
- Los fantasmas de Goya (2006)
- Alatriste (2006)
- La habitación del niño (2006)
- Para entrar a vivir (2006)
- Regreso a Moira (2006)
- Volver (2006)
- Volando voy (2006)
- Frágiles (2005)
- La vida secreta de las palabras (2005)
- Torrente 3: El Protector (2005)
- Ausentes (2005)
- La monja (2005)
- Sinfín (2005)
- El asombroso mundo de Borjamari y Pocholo (2004)
- La mala educación (2004)
- Isi/Disi. Amor a lo bestia (2004)
- Mar adentro (2004)
- Crimen ferpecto (2004)
- Reprimidos (2004)